# Monohelea maculipennis
Monohelea maculipennis är en tvåvingeart som först beskrevs av Daniel William Coquillett 1905.  Monohelea maculipennis ingår i släktet Monohelea och familjen svidknott. Inga underarter finns listade i Catalogue of Life.